# Liceum Ogólnokształcące im. Marszałka J. Piłsudskiego w Słupcy
Liceum Ogólnokształcące im. Marszałka J. Piłsudskiego w Słupcy – publiczna szkoła średnia, mająca siedzibę w Słupcy. 

## Historia
Istnieje od 1925 roku. Przez cały czas swojego działania funkcjonuje w budynku przy pl. Szkolnym, wzniesionym staraniem księdza Franciszka Szczygłowskiego. Początkowo jako seminarium nauczycielskie, przeniesione decyzją ówczesnych władz oświatowych z Liskowa.
W szkole powstała i funkcjonowała Polska Partia Wolności, antykomunistyczna organizacja konspiracyjna.
Organem prowadzącym szkołę jest powiat słupecki. Od 29 marca 2023 dyrektorem szkoły jest Urszula Radosiewicz, wcześniej mająca status p.o. dyrektora. 